# Ruisseau Pockwock Branche Est
Pour les articles homonymes, voir Pocwock.
Le ruisseau Pockwock Branche Est (anglais : East Branch Pocwock Stream) est un affluent du ruisseau Pockwock, coulant dans les cantons T17 R13 Wels et T16 R13 Wels, dans le comté d'Aroostook, dans le North Maine Woods, dans le Maine, aux États-Unis.
Son cours coule entièrement en région forestière dans une vallée enclavée de montagnes.
Le ruisseau se déverse sur la rive gauche du ruisseau Pockwock laquelle coule vers le sud-est jusqu'à un coude de rivière du Fleuve Saint-Jean. Ce dernier coule vers l'est, puis vers le sud-est en traversant tout le Nouveau-Brunswick et se déverse sur la rive Nord de la Baie de Fundy laquelle s'ouvre vers le Sud-Ouest sur l'océan Atlantique.
Le bassin versant du ruisseau Pocwock est accessible par quelques routes forestières.

## Géographie
Le cours de la Branche Est débute aux pieds d'une montagne (côté est) dans les monts Notre-Dame, dans le canton T17 R13 WELS, dans la North Maine Woods, dans le Maine. 
À partir de la source située au pied d'une montagne, elle coule sur environ 12 km comme suit :
- vers le nord-est dans le Maine, jusqu'à un ruisseau venant du nord-est ;
- vers le sud dans une petite plaine forestière, jusqu'à un ruisseau venant du nord ;
- vers le sud dans une petite plaine forestière, jusqu'à sa confluence rive gauche avec le ruisseau Pocwock, dans le canton T17 R14 Wels, du comté d'Aroostook. Cette confluence est située au sud-est de la frontière canado-américaine.

## Toponymie
Le terme « Pockwock » est associé à la ruisseau Pockwock et à la ruisseau Pockwock Branche Ouest.